# Embolium
Het embolium is bij wantsen een onderdeel van de voorvleugel. De voorvleugel wordt bij wantsen wel het hemi-elytrum genoemd. Het embolium is het buitenste deel van de voorvleugel en wordt in de afbeelding aangegeven met een 5. 